# Конгазчикул-де-Жос
Конга́зчикул-де-Жос (Нижній Конгазчикул, Нижній Конгазчик, рум. Congazcicul de Jos) — село в Комратського округу Гагаузії Молдови, відноситься до комуни Конгазчикул-де-Сус.